# Сойка

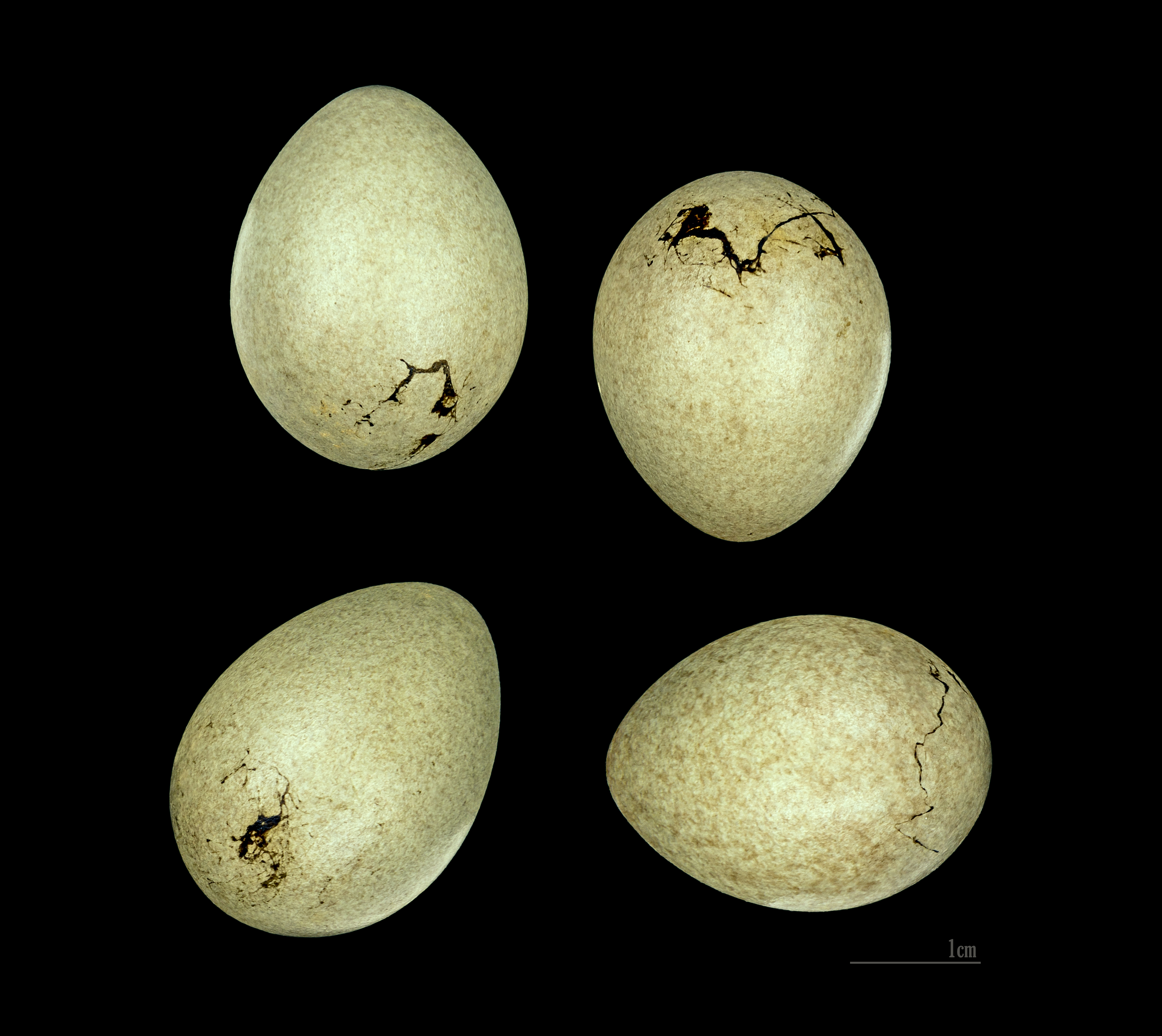
Garrulus glandarius rufitergum

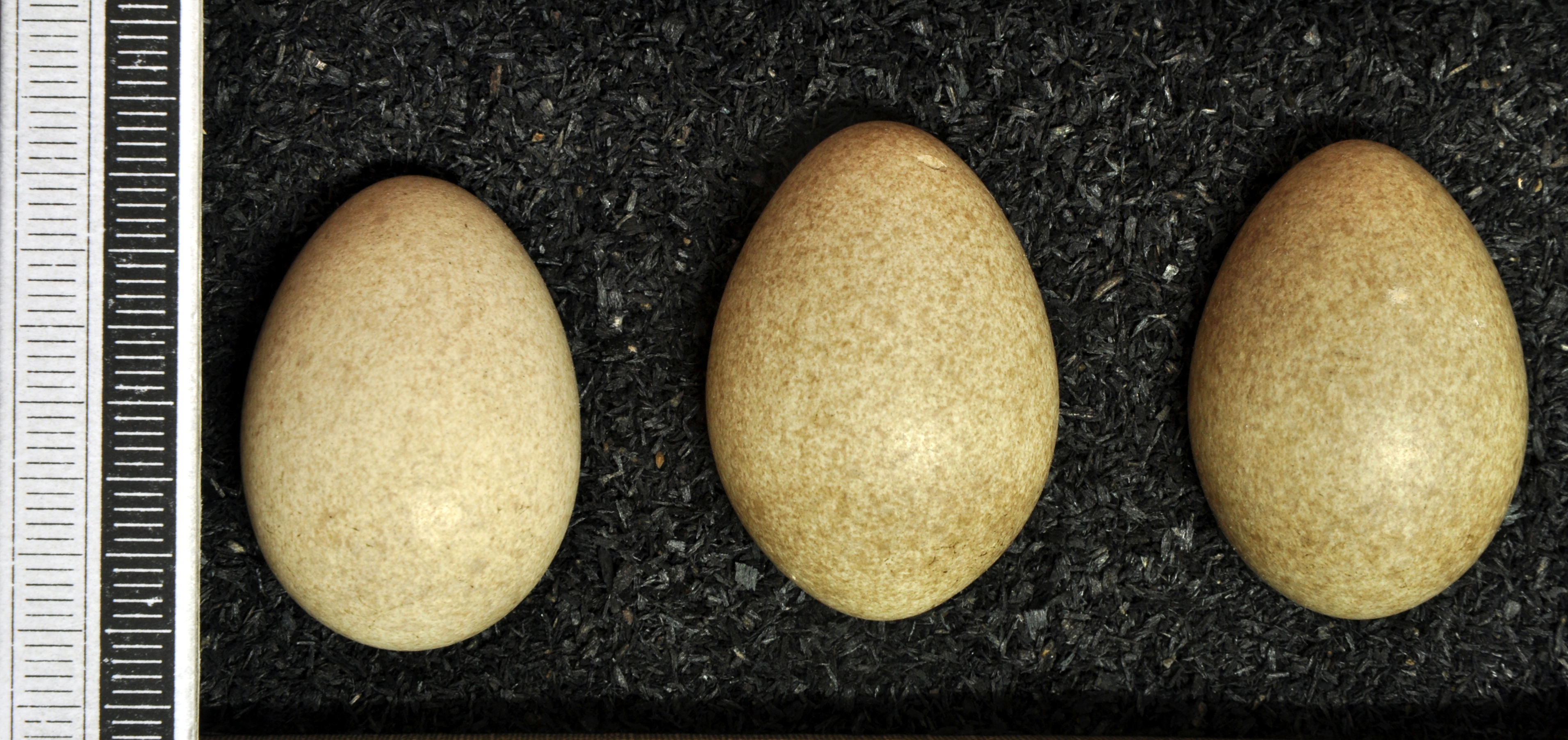
Garrulus glandarius glandarius

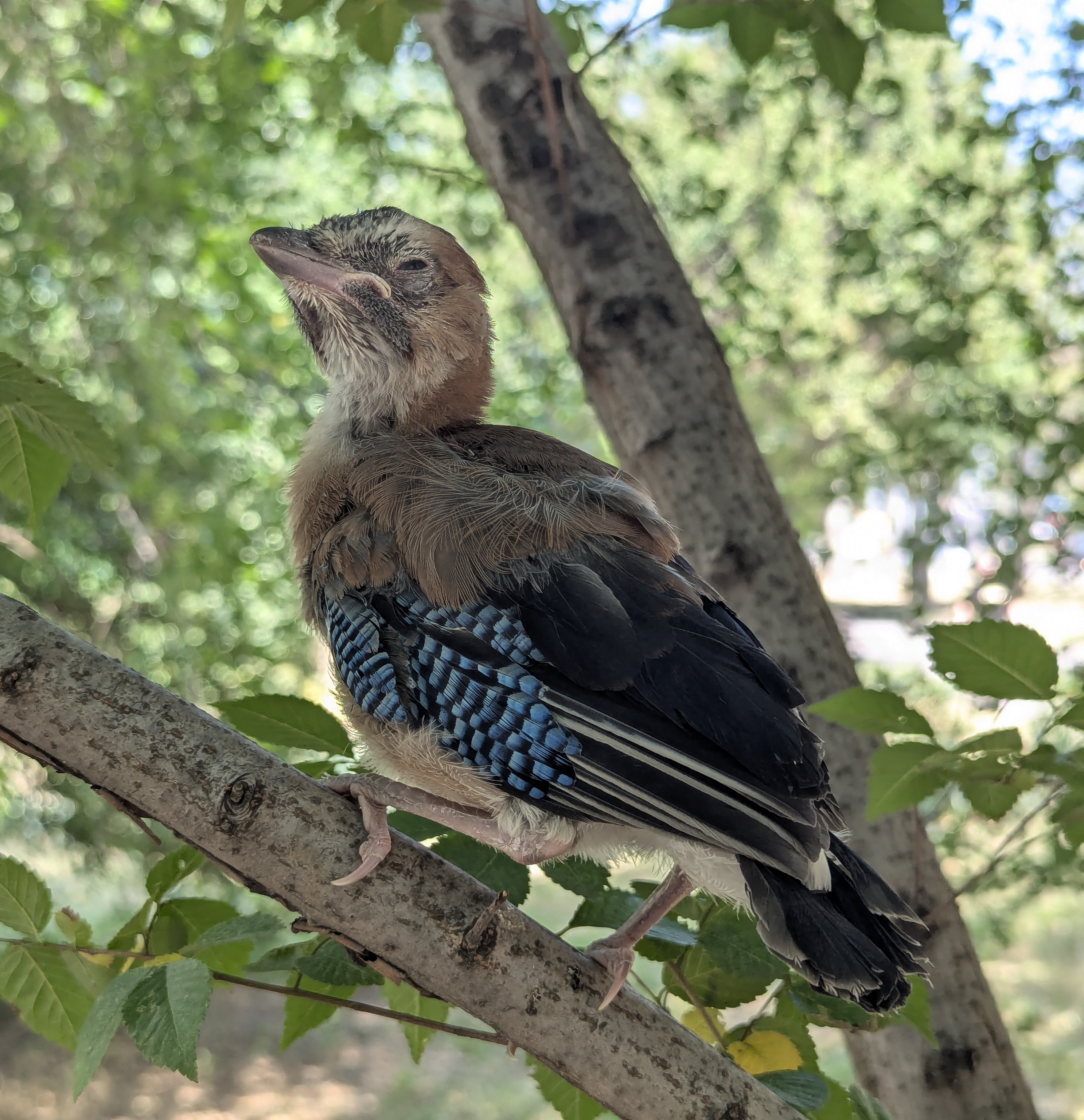
Сойка (Garrulus glandarius) птенец до 20 дней

Со́йка (также обыкновенная сойка; также кареза; лат. Garrulus glandarius) — птица рода соек семейства врановых отряда воробьинообразных.

## Название
Слово сойка — уменьшительная форма от древнерусского названия этой птицы «соя». Предполагается, что название родственно глаголу «сиять» и дано птице за яркое оперение.

## Внешний вид

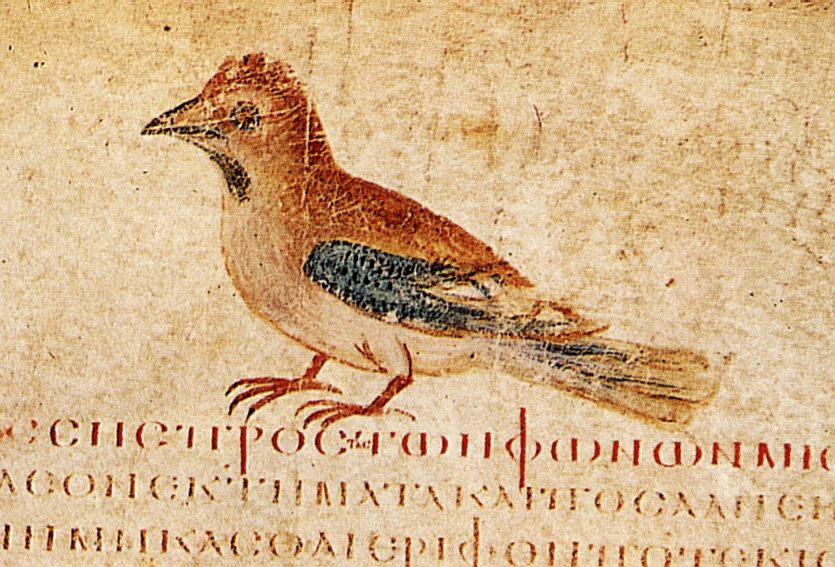
Сойка (Венский Диоскорид, Византия, VI век)

Сойка размером с галку. Имеет яркое, рыхлое оперение, заметный широкий хохол на голове и довольно длинный хвост. Цвет туловища рыжевато-коричневый, крылья, хвост, у некоторых подвидов и верх головы — черный, надхвостье белое, перья на плечах — ярко-голубые с узкими чёрными полосками. Голова у соек Сибири рыжая, у европейских птиц — беловатая с продольными бурыми пестринами. От кукши можно отличить по белому надхвостью и чёрному хвосту. Взрослые особи имеют длину с хвостом 32—37 см, размах крыльев 50—58 см; масса — 129—197 грамм (номинативный подвид), 130—175 г (подвид G. g. pekingensis, живущий на северо-востоке Китая).
Крик — резкое «дчээ-дчээ» и дребезжащее «пиррь». Песня — набор резких звуков и подражаний другим видам птиц. Кроме того, сойка легко обучается подражать любым звукам, от человеческого голоса до стука топора.

## Распространение
Распространена почти по всей Европе, в Северной Африке, Малой Азии, на Кавказе, в Крыму, в Северном Иране, южной части Сибири, на Сахалине, в Корее, Китае и Японии.

## Образ жизни
Лесная птица. В большей части ареала — кочующая птица, местами перелётная, на юге — оседлая. В гнездовой период скрытна, в остальное время хорошо заметна.
Относится к птицам-пересмешникам из-за способности подражать различным звукам и человеческой речи.

## Питание
Питается как растительной, так и животной пищей. У европейских подвидов основная пища — жёлуди. Делая значительные (до 4 кг) запасы на зиму, способствует распространению дуба. Также питается различными ягодами, семенами, насекомыми, при случае — мелкими грызунами, ящерицами, лягушками, мелкой рыбой, поедает яйца и птенцов из гнёзд.

## Размножение
Гнездо сойки помещается на боковой ветке дерева, на высоте 1,5—5 м. Диаметр гнезда — 21—30 см, гнездо делается из тонких веток, внутренние стенки — из сухих стеблей травянистых растений, глубокий лоток выстлан упругими корешками, травинками и шерстью. Изредка сооружает гнёзда в дуплах. Кладка из 5—7 зеленоватых с буро-серыми пятнами яиц, длина которых — 28—33 мм. Откладывает яйца в апреле—июне. Насиживание длится 16—17 дней, выкармливание птенцов — 19—20 дней. В насиживании и выкармливании принимают участие оба родителя. Вылет птенцов — в июне. Родители кормят птенцов ещё 12—14 дней после вылета.

## Подвиды

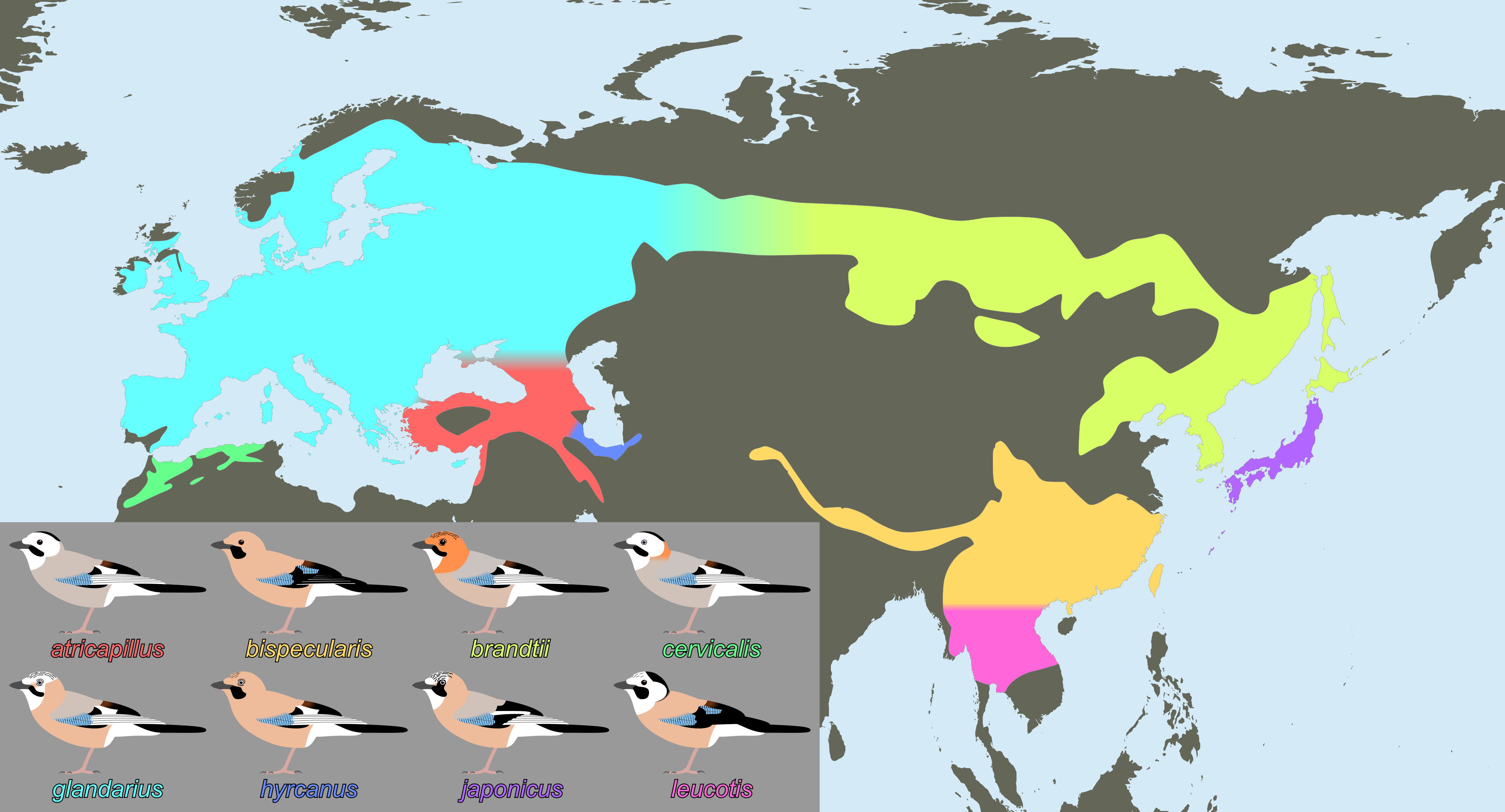
Подвиды и их ареалы

Нижеследующий список подвидов приведён согласно изданию «Handbook of the Birds of the World». Он может отличаться в той или иной системе классификации.
- G. g. hibernicus Witherby & E. J. O. Hartert, 1911 — Ирландия.
- G. g. rufitergum E. J. O. Hartert, 1903 — Средняя и южная Шотландия, Англия, Уэльс и северо-западная Франция.
- G. g. glandarius (Linnaeus, 1758) — Северная и средняя Европа к востоку до долины Печоры и западных склонов Уральских гор.
- G. g. fasciatus (A. E. Brehm, 1857) — Пиренейский полуостров.
- G. g. corsicanus Laubmann, 1912 — Корсика.
- G. g. ichnusae O. Kleinschmidt, 1903 — Сардиния.
- G. g. albipectus O. Kleinschmidt, 1920 — Апеннинский полуостров, Сицилия, побережье Далмации.
- G. g. graecus Keve-Kleiner, 1939 — Западная часть Балканского полуострова, в том числе материковая Греция.
- G. g. ferdinandi Keve-Kleiner, 1943 — Восточная Болгария.
- G. g. cretorum R. Meinertzhagen, 1920 — Крит.
- G. g. glaszneri Madarász, 1902 — Кипр.
- G. g. whitakeri E. J. O. Hartert, 1903 — Северное Марокко, северо-западный Алжир.
- G. g. minor J. Verreaux, 1857 — Среднее Марокко, Сахарский Атлас в Алжире.
- G. g. cervicalis Bonaparte, 1853 — Северный и северо-восточный Алжир, Тунис.
- G. g. samios Keve-Kleiner, 1939 — Самос, возможно Кос.
- G. g. anatoliae Seebohm, 1883 — Передняя Азия от западной Турции к востоку до северного Ирака и западного Ирана.
- G. g. iphigenia Sushkin & Ptuschenko, 1914 — Крымский полуостров.
- G. g. krynicki Kaleniczenko, 1839 — Кавказ, северо-восточная Турция.
- G. g. atricapillus I. Geoffroy Saint-Hilaire, 1832 — Западная Сирия, западная Иордания, прилегающие районы Израиля.
- G. g. hyrcanus Blanford, 1873 — Талыш, Ленкоранская низменность, северный Иран.
- G. g. brandtii Eversmann, 1842 — Урал, Сибирь, Монголия, северо-западный и северо-восточный Китай, Корея, Сахалин, Кунашир, Итуруп, Аскольд, Хоккайдо.
- G. g. kansuensis Stresemann, 1928 — Цинхай, Ганьсу, северо-западный Сычуань.
- G. g. pekingensis Reichenow, 1905 — Южный Ляонин, Шаньси, Хэбэй.
- G. g. japonicus Temminck & Schlegel, 1847 — Хонсю.
- G. g. tokugawae Takatsukasa, 1931 — остров Садо.
- G. g. hiugaensis Momiyama, 1927 — Кюсю.
- G. g. orii Nagamichi Kuroda, 1923 — Якусима.
- G. g. sinensis Swinhoe, 1871 — Южный и восточный Китай, северная Мьянма.
- G. g. taivanus Gould, 1863 — Тайвань.
- G. g. bispecularis Vigors, 1831 — Западные Гималаи к востоку до западного Непала.
- G. g. interstinctus Vigors, 1831 — E. J. O. Hartert, 1918 — Восточные Гималаи, южный Ассам, северо-восточный Тибет.
- G. g. oatesi Sharpe, 1896 — Северо-западная Мьянма.
- G. g. haringtoni Rippon, 1905 — Западная Мьянма.
- G. g. leucotis Hume, 1874 — Средняя и восточная Мьянма, южный Юньнань, Таиланд, средний и южный Индокитай.